# Canal do Faial

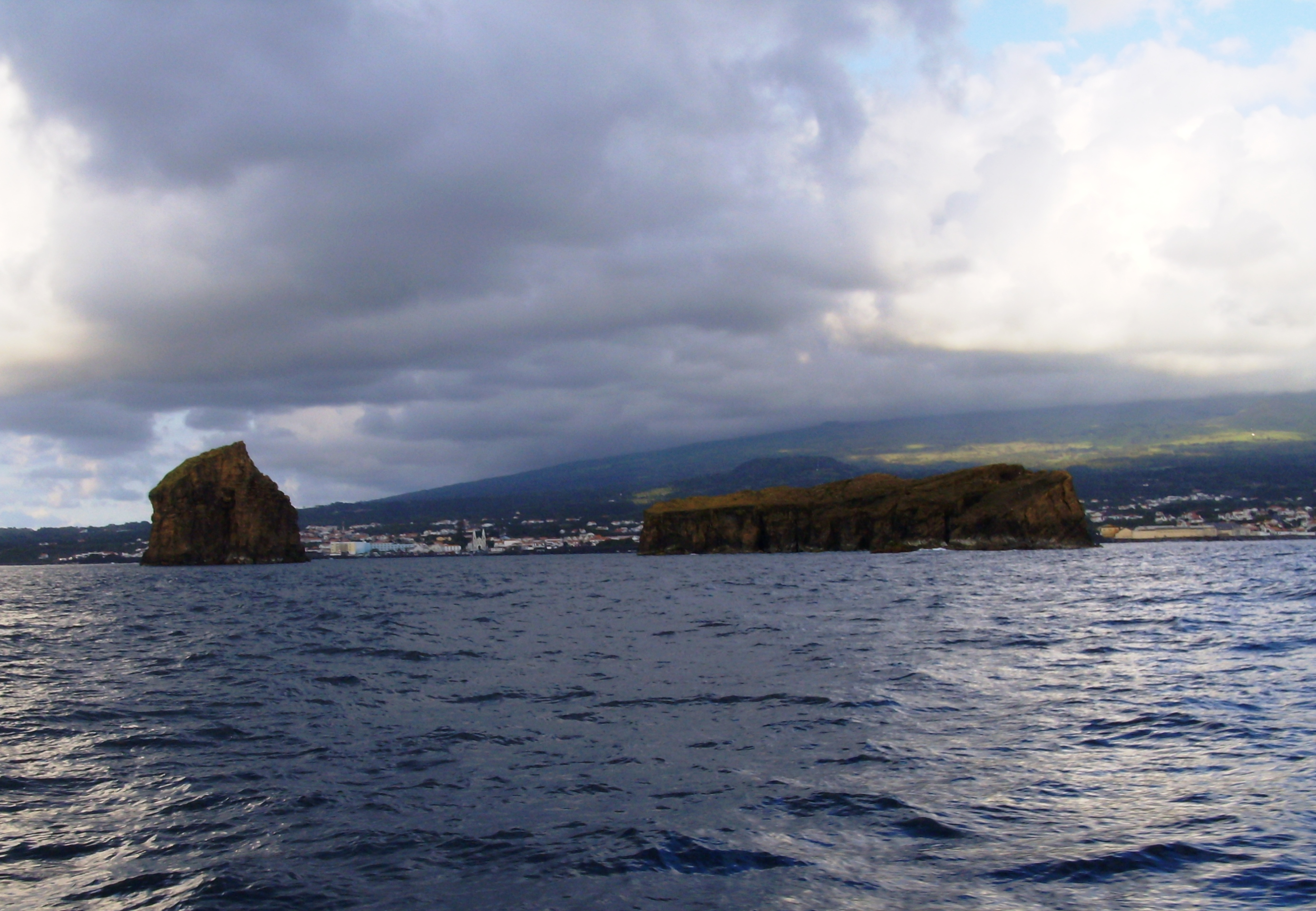
Canal do Faial. Em primeiro plano os ilhéus da Madalena (ilhéu em Pé e ilhéu Deitado); ao fundo, a vila da Madalena, na ilha do Pico

O Canal Faial-Pico é um estreito de 8,3 quilómetros entre as ilhas do Faial e do Pico, no Grupo Central do arquipélago dos Açores.

## Baixa Norte do Canal
A Baixa do Norte, situada a 2 milhas para leste da Ponta da Espalamaca (Ilha do Faial), é menos extensa do que a Baixa do Sul. A sua zona menos profunda apresenta uma extensão de cerca de 100 a 150 metros, e o seu ponto mais alto encontra-se a 17 metros de profundidade. O seu fundo é mais dinâmico do que da Baixa Norte; é composto por uma série de grandes afloramentos rochosos (menos de 5 metros) distribuídos irregularmente.
A Baixa do Norte sempre foi considerada como o recife mais setentrional do canal Faial-Pico, mas nos últimos anos foi "descoberta" uma baixa de dimensão reduzida, ainda mais a Norte, conhecida por um pequeno número de pescadores que lhe chamavam Baixa da Barca. Alguns investigadores do Departamento de Oceanografia e Pescas (sigla DOP) da Universidade dos Açores, mergulharam neste afloramento rochoso pela primeira vez em Junho de 1997, encontrando aí uma paisagem marinha fascinante e, aparentemente, onde a actividade humana menos se faz sentir. Esta baixa caracteriza-se por ter o pico menos profundo a 25 metros e estar ladeada a Norte e Oeste por paredes verticais que se "perdem" para lá dos 50 metros. Do lado Este, o declive é menos acentuado (45º) e o substrato muito dinâmico, com um patamar rochoso entre os 35 e os 45 metros, onde se podem encontrar grandes blocos de rocha e peixes de dimensões consideráveis. No lado Sul, há vários afloramentos rochosos com picos a cerca de 30 m e que, entre si, formam vales com muitos metros de profundidade.

## Baixa do Sul do Canal
A Baixa do Sul é o recife mais meridional (como o próprio nome indica) e mais extenso do Canal. A sua coroa está situada a 2 milhas para Sudeste do Porto da Horta e o seu pico menos profundo está apenas 8 metros abaixo da superfície, o que faz deste o recife menos profundo do Canal. Até aos cerca de 30 metros de profundidade, o seu fundo é dominado por extensas lajes interrompidas, a espaços, por desníveis que podem atingir alguns metros. Nalgumas dessas falhas desenvolveram-se interessantes estruturas geológicas que constituem um dos grandes atractivos desta baixa: as caldeiras de abrasão. Algumas delas atingem perto de 8 m de profundidade e 3 m de diâmetro. A partir dos 30 metros, sobretudo do lado Este do recife, o fundo torna-se um pouco mais dinâmico, apresentando acumulações de blocos rochosos de dimensões relativamente grandes nas zonas de menor declive. Por ser representativa de um ambiente semi-oceânico, distinto dos ambientes das zonas costeiras, a Baixa do Sul foi recentemente classificada como Sítio de Interesse Comunitário (Rede Natura 2000).

## Fauna e flora característica
A Fauna dominante deste baixa são as Garoupas (Serranus atricauda), Salemas (Sarpa salpa), Vejas (Spansoma cretense), Peixes-balão (Sphoeroldes marmoratus), Castanhetas-amarelas (Chromis limbata, Peixes-rei (Coris julis) e Peixes-rainha (Thalassoma pavo), sendo assim esta formação dotada de uma riqueza biológica bastante grande.
Além das espécies mencionadas é ainda possível encontrar-se toda uma enorme variedade de fauna e flora marinha em que convivem cerca de 86 espécies diferentes, sendo que é  9,6 o Índice de Margalef.

## Biodiversidade marinha observável
- Água-viva (Pelagia noctiluca);
- Alga-vermelha (Asparagopsis armata);
- Alga-castanha (Dictyota dichotoma);
- Alga-roxa (Bonnemaisonia hamifera);
- Anémona-do-mar (Alicia mirabilis);
- Alface-do-mar (Ulva rigida);
- Ascídia-flor (Distaplia corolla);
- Abrótea (Phycis phycis);
- Barracuda (Sphyraena sp.);
- Boga (Boops boops);
- Bodião (diversos labrídeos);
- Badejo (Mycteroperca fusca);
- Bicuda (Sphyraena viridensis);
- Bonito (Katsuwonus pelamis);
- Caravela (Physalia physalis);
- Chicharro (Trachurus picturatus);
- Castanheta-amarela (Chromis limbata);
- Caranguejo-eremita (Calcinus tubularis);
- Craca (Megabalanus azoricus);
- Cação (Galeorhinus galeus);
- Caboz;
- Canário-do-mar (Anthias anthias);
- Coral-negro (Antipathes wollastoni);
- Estrela-do-mar (Ophidiaster ophidianus);
- Encharéu (Pseudocaranx dentex);
- Garoupa (diversos serranídeos);
- Golfinho;
- Hidrozoário (Nemertesia sp.);
- Jamanta (Mobula tarapacana);
- Lapa (Docoglossa);
- Lírio (Campogramma glaycos);
- Moreia;
- Mero (Epinephelus itajara);
- Musgo (Pterocladiella capillacea);
- Ouriço-do-mar-negro (Arbacia lixula);
- Ouriço-do-mar-roxo (Strongylocentrotus purpuratus);
- Peixe-cão (Bodianus scrofa);
- Peixe-porco (Balistes carolinensis);
- Peixe-balão (Sphoeroides marmoratus);
- Peixe-rei (Coris julis);
- Peixe-rainha (Thalassoma pavo);
- Polvo (Octopus vulgaris);
- Pomatomus saltator;
- Peixe-lua (Mola mola);
- Rascaço;
- Ratão (Taeniura grabata);
- Salema (Sarpa salpa);
- Salmonete (Mullus surmuletus);
- Solha (Bothus podas maderensis);
- Sargo (Diplodus sargus);
- Serra (Sarda sarda);
- Toninha-brava (Tursiops truncatus);
- Tartaruga-careta - (Caretta caretta);
- Trombeteiro (Macroramphosus scolopax);
- Veja (Sparisoma cretense);
- Zonaria flava.